# Kabinett Kretschmer II
Das Kabinett Kretschmer II bildete vom 20. Dezember 2019 bis zum 19. Dezember 2024 die Sächsische Staatsregierung. Ab der Konstituierung des 8. Sächsischen Landtags am 1. Oktober 2024 infolge der Landtagswahl 2024 war es geschäftsführend im Amt. Das Kabinett Kretschmer II bestand aus der CDU, die auch den Ministerpräsidenten stellte, Bündnis 90/Die Grünen sowie der SPD und legitimierte sich aus den Ergebnissen der Landtagswahl in Sachsen 2019.
In der 4. Sitzung des 7. Sächsischen Landtags am 20. Dezember 2019 wurde der ab 2017 amtierende Sächsische Ministerpräsident Michael Kretschmer mit 61 Stimmen bei 57 Gegenstimmen erneut in dieses Amt gewählt. Damit stimmten wenigstens fünf Abgeordnete aus der Koalition gegen Michael Kretschmer. An der Wahl nahmen 118 der 119 Abgeordneten teil.

## Abstimmung im Sächsischen Landtag
| Wahlgang                                                                           | Kandidat          | Kandidat                 | Stimmen    | Stimmenzahl | Anteil (abgegebene Stimmen) | Unterstützer | Unterstützer | Unterstützer | Unterstützer    |
| ---------------------------------------------------------------------------------- | ----------------- | ------------------------ | ---------- | ----------- | --------------------------- | ------------ | ------------ | ------------ | --------------- |
| 1. Wahlgang                                                                        |                   | Michael Kretschmer (CDU) | Ja-Stimmen | 61          | 51,3 %                      |              |              |              | CDU, Grüne, SPD |
| 1. Wahlgang                                                                        | Nein-Stimmen      | Michael Kretschmer (CDU) | 57         | 47,9 %      |                             |              |              |              | CDU, Grüne, SPD |
| 1. Wahlgang                                                                        | Enthaltungen      | Michael Kretschmer (CDU) | 0          | 0,0 %       |                             |              |              |              | CDU, Grüne, SPD |
| 1. Wahlgang                                                                        | Ungültige Stimmen | Michael Kretschmer (CDU) | 0          | 0,0 %       |                             |              |              |              | CDU, Grüne, SPD |
| 1. Wahlgang                                                                        | Nichtteilnahme    | Michael Kretschmer (CDU) | 1          | 0,8 %       |                             |              |              |              | CDU, Grüne, SPD |
| Damit wurde Michael Kretschmer wieder zum Sächsischen Ministerpräsidenten gewählt. |                   |                          |            |             |                             |              |              |              |                 |

## Mitglieder der Staatsregierung
| Amt                                                                            | Bild | Name                               | Partei                            | Partei                                                                           | Staatssekretär                                                                  | Partei    | Partei                |
| ------------------------------------------------------------------------------ | --- | ---------------------------------- | --------------------------------- | -------------------------------------------------------------------------------- | ------------------------------------------------------------------------------- | --------- | --------------------- |
| Ministerpräsident                                                              | | Michael Kretschmer                 |                                   | CDU                                                                              |                                                                                 |           |                       |
| Erster Stellvertreter des Ministerpräsidenten                                  | | Wolfram Günther                    |                                   | Bündnis 90/Die Grünen                                                            |                                                                                 |           |                       |
| Staatsminister für Energie, Klimaschutz, Umwelt und Landwirtschaft             | Gisela Reetz                                                                                                | Wolfram Günther                    |                                   | Bündnis 90/Die Grünen                                                            | Bündnis 90/Die Grünen                                                           |           |                       |
| Staatsminister für Energie, Klimaschutz, Umwelt und Landwirtschaft             | Gerd Lippold                                                                                                | Wolfram Günther                    |                                   | Bündnis 90/Die Grünen                                                            | Bündnis 90/Die Grünen                                                           |           |                       |
| Zweiter Stellvertreter des Ministerpräsidenten                                 | | Martin Dulig                       |                                   | SPD                                                                              |                                                                                 |           |                       |
| Staatsminister für Wirtschaft, Arbeit und Verkehr                              | Hartmut Mangold (bis 31. Januar 2022) Thomas Kralinski (ab 1. Februar 2022) Amtschef; Arbeit und Wirtschaft | Martin Dulig                       |                                   | SPD                                                                              | SPD                                                                             |           |                       |
| Staatsminister für Wirtschaft, Arbeit und Verkehr                              | Ines Fröhlich (bis Oktober 2024) Digitalisierung und Mobilität                                              | Martin Dulig                       |                                   | SPD                                                                              | SPD                                                                             |           |                       |
| Staatsminister des Innern                                                      | | Roland Wöller (bis 22. April 2022) |                                   | CDU                                                                              | Thomas Rechentin (ab 1. Juli 2022) Amtschef                                     |           | CDU                   |
| Staatsminister des Innern                                                      | Frank Pfeil (ab 1. Juli 2022)                                                                               | Roland Wöller (bis 22. April 2022) |                                   | CDU                                                                              | parteilos                                                                       |           |                       |
| Staatsminister des Innern                                                      | Frank Pfeil (ab 1. Juli 2022)                                                                               | Armin Schuster (ab 25. April 2022) |                                   | CDU                                                                              | parteilos                                                                       |           |                       |
| Staatsminister der Finanzen                                                    | | Hartmut Vorjohann                  | CDU                               | Dirk Diedrichs (bis 25. April 2023) Sebastian Hecht (ab 26. April 2023) Amtschef |                                                                                 | parteilos |                       |
| Staatsministerin der Justiz und für Demokratie, Europa und Gleichstellung      | | Katja Meier                        |                                   | Bündnis 90/Die Grünen                                                            | Mathias Weilandt                                                                |           | Bündnis 90/Die Grünen |
| Staatsministerin der Justiz und für Demokratie, Europa und Gleichstellung      | Gesine Märtens                                                                                              | Katja Meier                        |                                   | Bündnis 90/Die Grünen                                                            |                                                                                 |           | Bündnis 90/Die Grünen |
| Staatsminister für Kultus                                                      | | Christian Piwarz                   |                                   | CDU                                                                              | Herbert Wolff (bis 31. Dezember 2021) Wilfried Kühner (Amtschef ab Januar 2022) |           | parteilos             |
| Staatsminister für Wissenschaft                                                | | Sebastian Gemkow                   | CDU                               | Andrea Franke (bis 30. Juni 2022) Andreas Handschuh (ab 1. Juli 2022)            |                                                                                 | CDU       |                       |
| Staatsministerin für Kultur und Tourismus                                      | | Barbara Klepsch                    | CDU                               | Andrea Franke (bis 30. Juni 2022) Andreas Handschuh (ab 1. Juli 2022)            |                                                                                 | CDU       |                       |
| Staatsministerin für Soziales und Gesellschaftlichen Zusammenhalt              | | Petra Köpping                      |                                   | SPD                                                                              | Uwe Gaul (bis 5. Juli 2021) Sebastian Vogel (6. Juli 2021 bis 30. August 2023)  |           | SPD                   |
| Staatsministerin für Soziales und Gesellschaftlichen Zusammenhalt              | Dagmar Neukirch                                                                                             | Petra Köpping                      |                                   | SPD                                                                              |                                                                                 |           | SPD                   |
| Staatsminister für Regionalentwicklung                                         | | Thomas Schmidt                     |                                   | CDU                                                                              | Frank Pfeil (bis 30. Juni 2022) Barbara Meyer (ab 1. Juli 2022)                 |           | parteilos             |
| Chef der Staatskanzlei und Staatsminister für Bundesangelegenheiten und Medien | | Oliver Schenk (bis 15. Juli 2024)  |                                   | CDU                                                                              | Conrad Clemens Bevollmächtigter des Freistaates Sachsen beim Bund               |           | CDU                   |
| Chef der Staatskanzlei und Staatsminister für Bundesangelegenheiten und Medien | Thomas Popp Mitglied der Sächsischen Staatsregierung Digitale Verwaltung und Verwaltungsmodernisierung      | Oliver Schenk (bis 15. Juli 2024)  |                                   | CDU                                                                              | parteilos                                                                       |           |                       |
| Chef der Staatskanzlei und Staatsminister für Bundesangelegenheiten und Medien | Thomas Popp Mitglied der Sächsischen Staatsregierung Digitale Verwaltung und Verwaltungsmodernisierung      |                                    | Conrad Clemens (ab 16. Juli 2024) | CDU                                                                              | parteilos                                                                       |           |                       |

## Umbildungen
Am 22. April 2022 entließ Ministerpräsident Kretschmer den Sächsischen Staatsminister des Innern Roland Wöller nach Vorwürfen der Vetternwirtschaft und Rücktrittsforderungen durch die sächsischen Polizeigewerkschaften. Einen Rücktritt lehnte er ab. Nachfolger Wöllers wurde drei Tage später der damalige Präsident des Bundesamtes für Bevölkerungsschutz und Katastrophenhilfe und ehemaliger Bundestagsabgeordnete aus Baden-Württemberg Armin Schuster.
Eine zweite Änderung im Kabinett gab es sieben Wochen vor der Landtagswahl 2024. Nach seiner Wahl ins Europäische Parlament gab Oliver Schenk, Chef der Staatskanzlei und Staatsminister für Bundesangelegenheiten und Medien, sein Amt ab. Nachfolger wurde sein bisheriger Staatssekretär Conrad Clemens.